# 6433 Enya
6433 Enya (1978 WC) là một tiểu hành tinh vành đai chính được phát hiện vào năm 1978, nó được đặt theo tên của nhà nhạc sĩ Enya. Nó có quỹ đạo dài 3.69 năm xung quanh Mặt Trời và nằm khoảng 279.7 million km đến 434.8 million km cách Mặt Trời.